# Margot Anand

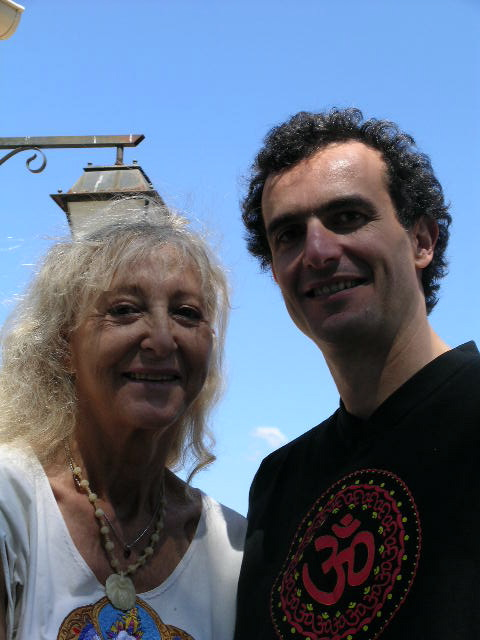
Margot Anand (links, 2007)

Margot Anand, auch Margo Anand und Margo Naslednikov, gebürtige Mitsou Naslednikov, (* 27. Juli 1944 in Paris, Frankreich) ist eine französische Autorin.

## Veröffentlichungen
- L'univers des Hippies (mit Jean-Pierre Cartier), 1970.
- als Mitsou Naslednikov (Ma Margo Anand): Le chemin de l'extase : tantra, vers une nouvelle sexualité. Albin Michel, 1981, ISBN 978-2-226-01112-1.

- deutsch: Tantra – Weg der Ekstase. Die Sexualität des neuen Menschen, Sannyas-Verlag, Meinhard-Schwebda 1982.

- The Art of Sexual Ecstasy: The Path of Sacred Sexuality for Western Lovers. Jeremy P. Tarcher, Los Angeles 1989, ISBN 978-0-87477-581-5.

- deutsch: Tantra oder Die Kunst der sexuellen Ekstase. Bertelsmann, 1989 (ins Deutsche übersetzt von Karin Petersen).
- französisch: L'art de l'extase sexuelle. Guy Tredaniel, 1993, ISBN 978-2-85707-519-6 (ins Französische übersetzt von Antonia Leibovici).

- The art of sexual magic. G. P. Putnam's Sons, New York 1995, ISBN 978-0-87477-814-4.

- deutsch: Magie des Tantra. SkyDancing: Die hohe Schule der Erotik für Paare und Singles. Goldmann, München 1995, ISBN 978-3-442-30598-8.
- französisch: La magie du Tantra dans la sexualité. Guy Tredaniel, 1997, ISBN 978-2-8132-0298-7 (ins Französische übersetzt von Jean Brunet).

- The Art of Everyday Ecstasy. The Seven Tantric Keys for Bringing Passion, Spirit, and Joy into Every Part of Your Life. Broadway Books, New York 1998, ISBN 978-0-7679-0164-2.

- deutsch: Ekstase für jeden Tag. Der Weg zum tantrischen Lebensgefühl. Heyne, München 1999, ISBN 978-3-453-15576-3.
- französisch: L'Art de l'Extase au Quotidien, Les sept clés du tantrisme qui permettent d'intégrer passion, esprit et joie à chaque aspect de votre vie. Guy Tredaniel, 2000, ISBN 978-2-84445-158-3 (ins Französische übersetzt von Jean Brunet).

- Sexual Ecstasy: The Art of Orgasm. TarcherPerigee, New York City 2000, ISBN 978-1-58542-028-5.

- französisch: A la rencontre de l'orgasme divin : amour, sexe, éveil. Guy Trédaniel, Paris 2017, ISBN 978-2-8132-0992-4 (ins Französische übersetzt von Evelyne Terrier).

- The sexual ecstasy workbook. The Path of SkyDancing Tantra. Tarcher, New York City 2005, ISBN 978-1-58542-397-2.
- Love, sex, and awakening. An Erotic Journey from Tantra to Spiritual Ecstasy. Llewellyn Publications, 2017, ISBN 978-0-7387-5171-9.
- SkyDancing Tantra – Von sexueller Ekstase zu spirituellem Erwachen. Reichel Verlag, Regensburg 2020, ISBN 978-3-946959-59-5.